# NGC 4941
NGC 4941 (również PGC 45165 lub UGCA 321) – galaktyka spiralna z poprzeczką (SBab), znajdująca się w gwiazdozbiorze Panny. Odkrył ją William Herschel 24 kwietnia 1784 roku. Należy do galaktyk Seyferta typu 2.